# Список наместников римской Британии
Наме́стники ри́мской Брита́нии — наместники, назначаемые императорами Римской империи для управления провинцией Британия.

## Наместники приЮлиях-Клавдиях
- Авл Плавтий (43—47)
- Публий Осторий Скапула (47—52)
- Авл Дидий Галл (52—57)
- Квинт Вераний (57—58)
- Гай Светоний Паулин (58—62)
- Публий Петроний Турпилиан (62—63)
- Марк Требеллий Максим (63—69)

## Наместники приФлавиях
- Марк Веттий Болан (69—71)
- Квинт Петиллий Цериал (71—74)
- Секст Юлий Фронтин (74—78)
- Гней Юлий Агрикола (78—84)
- Саллюстий Лукулл (84—89)
- Аул Вицирий Прокул (89—96)
- Публий Метилий Непот (96—97)

## Наместники приАнтонинах
- Тиберий Авидий Квиет (97—101)
- Луций Нератий Марцелл (101—103)
- Марк Аппий Брадуа (115—118)
- Квинт Помпей Фалькон (118—122)
- Аул Платорий Непот (122—125)
- Требий Герман (125—131)
- Секст Юлий Север (131—133)
- Публий Муммий Сизенна (133—138)
- Квинт Лоллий Урбик (138—144)
- Гней Папирий Элиан (144—147)
- Гней Юлий Вер (154—158)
- Лонгин[англ.] (158—161)
- Марк Стаций Приск Лициний Италик (161—163)
- Секст Кальпурний Агрикола (163—166)
- Квинт Антистий Адвентус (175—178)
- Кареллий Приск (178—181)
- Ульпий Марцелл Старший (181—185)
- Пертинакс (185—187)
- Клодий Альбин (191—197)

## Наместники приСеверах
- Вирий Луп[англ.] (197—201)
- Марк Анций Кресцент Калпурниан (201—202)
- Гай Валерий Пуденс (202—205)
- Луций Алфен Сенецион (205—207)
- Ульпий Марцелл Младший (207—211)

## Наместники присолдатских императорах
- Гай Юлий Марк (213)
- Марк Антоний Гордиан (216)
- Модий Юлий (219)
- Тиберий Клавдий Паулин (220)
- Марий Валериан (221—223)
- Клавдий Ксенофон (223)
- Тиберий Юлий Поллиен Ауспекс (223—226)
- Клавдий Апеллин (222—235)
- Кальвизий Руф (222—235)
- Валерий Кресцент Фульвиан (222—235)
- Гай Юний Фаустин Постумиан
- Максим
- Квинт Аул
- Руфин[англ.]
- Марк Марцианний Пульхр
- Туциан
- Мецилий Фуск (238—244)
- Эгнаций Луциллиан (238—244)
- Ионий Филипп (242)
- Тит Дестиций Юба (253—255)
- Октавий Сабин

## Епархия Британии

### Викарии
- Луций Папий Пакациан (319)
- Флавий Мартин (353)
- Алипий Антиохийский (361—363)
- Цивилис[англ.] (369)
- Викторин[англ.] (395—406)
- Крисант (395—406)

### Наместники
- Аврелий Арпагий (296—305)
- Флавий Санкт
- Луций Септимий

## Поздние правители
- Караузий (286—293)
- Аллект (293—296)
- Магн Магненций (350—353)
- Караузий II (353—358)
- Магн Максим
- Марк (406)
- Грациан (407)
- Константин